# Jamal Valizadeh
Jamal Valizadeh (pers. جمال ولی‌زاده; ur. 26 września 1991) – zapaśnik walczący w stylu klasycznym, który reprezentował reprezentację uchodźców na igrzyskach w Paryżu 2024, gdzie zajął siedemnaste miejsce w kategorii 60 kg. 
Brał udział w zawodach juniorów w Iranie. Uciekł z kraju z powodów politycznych i przez Turcję dostał się do Francji, gdzie otrzymał azyl polityczny.
Zajął 39. miejsce na mistrzostwach świata w 2023. Czternasty na mistrzostwach Europy w 2024 roku.